# SNES-CD
SNES-CD znany także jako Nintendo Play Station lub Super Disc – niewydany dodatek do konsoli Super Nintendo Entertainment System, tworzony przez Nintendo i Sony. Rozszerzenie to miało na celu umożliwić korzystanie z CD-ROMów, które posiadały znacznie większą pojemność, niż wcześniej wykorzystywane kartridże.
Po nieudanej współpracy między obiema firmami projekt został zawieszony, w późniejszym czasie Sony samodzielnie, weszło na rynek konsol ze swoim produktem - PlayStation, Nintendo natomiast wydało kolejną konsolę, która nadal wykorzystywała kartridże - Nintendo 64.

## Historia
Kontakty między Sony a Nintendo rozpoczął jeden z inżynierów firmy Sony. Ken Kutaragi, bo o nim mowa zainteresował się branżą gier wideo, kiedy ujrzał swoją córkę grającą na konsoli Famicom. Gdy tylko miał okazję podpisał kontrakt w którym zobowiązał się dostarczyć podzespół audio dla konsoli SNES. Kutaragi w sekrecie stworzył chip Sony SPC 700. Sony nie było jednak zainteresowane branżą gier, większość jego przełożonych nie poparło projektu, jedynym, który widział potencjał był Norio Ohga, dzięki temu projekt był kontynuowany. Sukces w interesach zachęcił Nintendo do dalszej współpracy z Sony, zaczęto więc pracę nad dwoma projektami - SNES-CD i konsolą firmy Sony, która miała być kompatybilna zarówno z grami na SNES jak i z grami na nadchodzący dodatek.
Pracę nad projektem rozpoczęły się w 1988 roku, gdy Nintendo podpisało kontrakt z Sony, na produkcję dodatku na konsolę SNES. Po kilku latach prac, Sony zapowiedziało wydanie także swojej własnej konsoli nazwanej "PlayStation" latem 1991 roku na Consumer Electronics Show. Jak wcześniej ustalono konsola od Sony miała być kompatybilna zarówno z tytułami na SNES jak i przyszłymi grami na SNES-CD. Niespodziewanie pojawiły się jednak problemy między obiema firmami, Nintendo uznało, że warunki na jakich przystąpili do kontraktu nie są dla nich korzystne, potajemnie rozpoczęło więc współpracę z rywalem Sony, firmą Philips w celu produkcji SNES-CD. W czerwcu 1991 roku na Consumer Electronics Show, Sony ogłosiło wydanie konsoli "Playstation", która miała być kompatybilna z grami na SNES, następnego dnia na tym samych targach Nintendo ogłosiło, że współpracuje z firmą Philips nad SNES-CD zaskakując cały rynek, w tym firmę Sony.
Przed konfliktem między Nintendo i Sony, udało się stworzyć około 200 prototypów nowej konsoli, a także oprogramowanie do niej. Firmie Sony nigdy nie udało się stworzyć konsoli kompatybilnej z SNES, którą można byłoby wypuścić na rynek, zamiast tego Sony skupiła się na stworzeniu w pełni samodzielnej konsoli nowej generacji.